# Kopparbergs revir
Kopparbergs revir var ett skogsförvaltningsområde som omfattade samtliga socknar i Falu domsagas norra och södra tingslag, Säters, Stora Skedvi, Husby, Hedemora och Garpenbergs tingslag liksom Gagnefs och Folkare härads tingslag, med undantag av därinom belägna delar av kronoparken Bjurfors, allt av Kopparbergs län. Till reviret räknades även i Österfärnebo socken av Gävleborgs län belägna hemman och lägenheter, som lydde under den till kronopark inköpta egendomen Grönsinka. Reviret innehöll 59 allmänna skogar med en sammanlagd areal av 27 020 hektar, varav sju kronoparker med en areal av tillsammans 10 474 hektar (1905). Det var indelat i tre bevakningstrakter.